# Hans Kohler (Politiker, 1893)
Hans Kohler (* 23. November 1893 in Schwenningen; † 12. August 1962 ebenda) war ein deutscher Mediziner und Politiker (FDP/DVP).

## Leben
Nach dem Abitur absolvierte Kohler ein Medizinstudium an den Universitäten in Tübingen und Berlin. Er promovierte zum Dr. med. und war im Anschluss als Praktischer Arzt tätig.
Kohler beteiligte sich im Juni 1946 an der Gründung der Demokratischen Partei (DVP) im Landkreis Rottweil und war von 1951 bis 1952 stellvertretender Vorsitzender der DVP in Südwürttemberg-Hohenzollern, die im Februar 1953 Teil des Landesverbandes der FDP/DVP in Baden-Württemberg wurde. Er war von November 1946 bis Mai 1947 Mitglied der Beratenden Landesversammlung und danach bis 1952 Abgeordneter des Landtages von Württemberg-Hohenzollern. Von 1952 bis 1953 gehörte er als Abgeordneter der Verfassunggebenden Landesversammlung an. Im Anschluss war er bis 1960 Abgeordneter des Landtages von Baden-Württemberg. Von 1949 bis zu seinem Tode amtierte er als Oberbürgermeister der Stadt Schwenningen.
Hans Kohler war verheiratet und hatte ein Kind.

## Ehrungen
- 1961: Ehrenbürger der Stadt Schwenningen
- Hans-Kohler-Straße in Villingen-Schwenningen